# Saison 2014-2015 des Gamyo Épinal
Saison précédente Saison suivante
La saison 2014-2015 des Gamyo Épinal est la quarante-cinquième de l'histoire du club, cent-neuf ans après sa fondation.

Surnommée les Dauphins depuis 1997, l'équipe se voit renommée en Gamyo le 4 juillet à la suite d'un contrat de naming signé avec la société du même nom, éditrice de jeux vidéo.

Philippe Bozon devient le nouvel entraîneur du club en remplacement de Raphaël Marciano.

## Avant-saison
L'assemblée générale du club du 19 juin 2014 intègre deux nouveaux membres dans les dirigeants du club : Romain Casolari et Thierry Beaumont, tous deux auparavant partenaires du club. L'effectif est présenté lors d'une soirée de présentation organisée le 4 juillet à Poissompré et réunissant 800 supporters. L'entraîneur aurait dû initialement être l'américain Dan Brooks mais celui-ci fait volte-face en signant un contrat à Berne. Le club engage alors l'un des grands noms du hockey français : Philippe Bozon, premier français à avoir joué en LNH. Alors que le club a longtemps été critiqué pour la gestion de son contingent français, les Gamyo décident de recruter 6 français, Azziz Baazzi, Maxime Moisand, Mathieu Le Blond, Vincent Kara, Peter Valier et Grégory Beron, afin de porter le total de joueurs tricolores à 14, ainsi que 2 étrangers, le canadien Alain Goulet et le slovène Ken Ograjensek. Cette orientation marque une rupture avec l'ancienne politique du club qui avait recours à plus d'étrangers auparavant, mais aussi par rapport au reste des équipes de Ligue Magnus qui profitent de la levée du quota d'extra-communautaires autorisés dans chaque équipe pour enregistrer un nombre record d'arrivées de joueurs nord-américains alors qu'Épinal n'en compte que deux.
Au cours de la saison l'équipe enregistre les renforts de l'attaquant suisse Nicolas Leonelli, prêté par le Genève-Servette, et du défenseur tchèque Vojtech Kloz, initialement arrivé en tant que joker médical mais qui restera finalement jusqu'à la fin de la saison.

## Effectif
| No    | Nom                       | Nat. | Position       | Arrivée       |
| ----- | ------------------------- | ---- | -------------- | ------------- |
| +031, | Andrej Hočevar            |      | Gardien de but | 2013          |
| +033, | Pierre Mauffrey           |      | Gardien de but | Formé au club |
| +039, | Nicolas Ravel             |      | Gardien de but | Formé au club |
| +003, | Maxime Ouimet – C         |      | Défenseur      | 2012          |
| +008, | Alain Goulet              |      | Défenseur      | 2014          |
| +009, | Martin Charpentier        |      | Défenseur      | Formé au club |
| +011, | Aziz Baazzi               |      | Défenseur      | 2014          |
| +012, | Peter Slovak              |      | Défenseur      | 2005          |
| +019, | Nathan Ganz               |      | Défenseur      | Formé au club |
| +028, | Gasper Susanj             |      | Défenseur      | 2012          |
| +050, | Vojtech Kloz              |      | Défenseur      | 2014          |
| +090, | Maxime Moisand            |      | Défenseur      | 2014          |
| +004, | Vincent Kara              |      | Attaquant      | 2014          |
| +010, | Maxime Martin             |      | Attaquant      | Formé au club |
| +014, | Ján Plch – A              |      | Attaquant      | 2005          |
| +015, | Anthony Rapenne           |      | Attaquant      | Formé au club |
| +016, | Nicolas Leonelli          |      | Attaquant      | 2014          |
| +018, | Ken Ograjensek            |      | Attaquant      | 2014          |
| +021, | Peter Valier              |      | Attaquant      | 2014          |
| +023, | Yannick Offret – A        |      | Attaquant      | 2011          |
| +025, | Grégory Beron             |      | Attaquant      | 2014          |
| +040, | Michal Petrák             |      | Attaquant      | 2006          |
| +057, | Pierre-Charles Hordelalay |      | Attaquant      | 2013          |
| +080, | Mathieu Le Blond          |      | Attaquant      | 2014          |
| +092, | Anže Kuralt               |      | Attaquant      | 2013          |

## Statistiques

### Résultats
| Compétition       | Débute au tour    | Termine       | Matches joués | Victoires | Défaites a.p. | Défaites t.a.b. | Défaites | Buts pour | Buts contre | Différence |
| ----------------- | ----------------- | ------------- | ------------- | --------- | ------------- | --------------- | -------- | --------- | ----------- | ---------- |
| Saison Régulière  | -                 | -             | 25            | 12        | 1             | 0               | 13       | 78        | 85          | -7         |
| Play-offs         | Tour préliminaire | Finale        | 23            | 13        | 0             | 0               | 10       | 73        | 65          | +8         |
| Coupe de France   | 1/16 de finale    | 1/4 de finale | 3             | 2         | 0             | 0               | 1        | 16        | 11          | +5         |
| Coupe de la Ligue | Phase de poules   | 1/2 finale    | 10            | 7         | 0             | 0               | 3        | 47        | 32          | +14        |
| Total             | -                 | -             | 61            | 34        | 1             | 0               | 26       | 213       | 193         | +20        |

## Compétitions

### Pré-saison
| no   | Date        | Domicile          | Score | Extérieur          | Prolongation | Bilan | Référence |
| ---- | ----------- | ----------------- | ----- | ------------------ | ------------ | ----- | --------- |
| 1[a] | 22 août     | Lyon              | 7-3   | Épinal             |              | 0–1–0 | Recap     |
| 2[a] | 23 août     | Grenoble          | 7–2   | Épinal             |              | 0–2–0 | Recap     |
| 3[a] | 24 août     | Épinal            | 1–2   | Saryarka Karaganda |              | 0–3–0 | Recap     |
| 4    | 28 août     | La Chaux-de-Fonds | 5–2   | Épinal             |              | 0–4–0 | Recap     |
| 5    | 2 septembre | Épinal            | 2-1   | Ajoie              | Fus          | 1–4–0 | Recap     |
| 6    | 6 septembre | Ajoie             | 2-1   | Épinal             | Fus          | 1–4–1 | Recap     |

Notes : a  Matchs joués à Vaujany dans le cadre du Tournoi de Vaujany.
Légende:
- Victoires
- Défaites
- Défaites en prolongation ou en fusillade

La reprise de l'entraînement est fixée le 13 août avec des tests physiques hors-glace, la reprise des entraînements sur glace étant fixée au lendemain. Cependant la glace de la patinoire de Poissompré souffre d'un problème technique empêchant son utilisation, c'est donc à Amnéville que les Gamyo effectuent leur premiers entraînements. C'est ensuite à Vaujany que l'équipe continue sa préparation avec un stage en altitude suivi d'un tournoi du 22 au 24 août. Un tournoi marqué par l'arrivée dans l'équipe du défenseur Aziz Baazzi et par le test des deux centres Matthieu Le Blond et David Croteau. Après le tournoi, ponctué par 3 défaites (7-3 contre Lyon, 7-2 contre Grenoble et 2-1 contre Sary Arka), les dirigeants officialisent la signature de Matthieu Le Blond. Alors que la préparation doit se poursuivre par un match amical à Lyon, match qui devait initialement avoir lieu à Épinal mais inversé à la suite des problèmes techniques de Poissompré, le match est annulé en raison d'un problème de glace à la patinoire Charlemagne. Le match suivant se déroule en Suisse, à La Chaux de Fonds avec une nouvelle défaite (5-2) le 28 août. La pré-saison se termine par une double confrontation face aux suisses d'Ajoie qui voit la première victoire de la saison, le 2 septembre à Poissompré (2-1 t.a.b.) et une nouvelle défaite en terre helvétique (2-1 t.a.b.)

### Championnat

#### Saison régulière
| N° | Date         | Domicile   | Score | Extérieur  | Pr. | Affluence | Points | Bilan   | Référence |
| -- | ------------ | ---------- | ----- | ---------- | --- | --------- | ------ | ------- | --------- |
| 1  | 13 septembre | Épinal     | 5-0   | Morzine    |     | 1 400     | 2      | 1–0–0   | Recap     |
| 2  | 20 septembre | Angers     | 3–4   | Épinal     | PRL | 820       | 4      | 2–0–0   | Recap     |
| 3  | 27 septembre | Épinal     | 5–3   | Rouen      |     | 1 500     | 6      | 3–0–0   | Recap     |
| 4  | 4 octobre    | Chamonix   | 6–2   | Épinal     |     | 1 072     | 6      | 3–1–0   | Recap     |
| 5  | 11 octobre   | Épinal     | 3-2   | Strasbourg | PRL | 1 500     | 8      | 4–1–0   | Recap     |
| 6  | 18 octobre   | Gap        | 5-4   | Épinal     |     | 2 435     | 8      | 4–2–0   | Recap     |
| 7  | 25 octobre   | Épinal     | 3-1   | Caen       |     | 1 480     | 10     | 5–2–0   | Recap     |
| 8  | 1er novembre | Lyon       | 0-5   | Épinal     |     | 3 105     | 12     | 6–2-0   | Recap     |
| 9  | 14 novembre  | Dijon      | 1-4   | Épinal     |     | 972       | 14     | 7–2–0   | Recap     |
| 10 | 16 novembre  | Épinal     | 2-6   | Briançon   |     | 1 450     | 14     | 7–3–0   | Recap     |
| 11 | 22 novembre  | Brest      | 3-2   | Épinal     | PRL | 1 080     | 15     | 7–3–1   | Recap     |
| 12 | 29 novembre  | Épinal     | 1-4   | Grenoble   |     | 1 500     | 15     | 7–4–1   | Recap     |
| 13 | 5 décembre   | Amiens     | 4-0   | Épinal     |     | 2 790     | 15     | 7–5–1   | Recap     |
| 14 | 13 décembre  | Épinal     | 4-3   | Amiens     | PRL | 1 450     | 17     | 8–5-1   | Recap     |
| 15 | 23 décembre  | Morzine    | 7-6   | Épinal     |     | 1 284     | 17     | 8–6–1   | Recap     |
| 16 | 26 décembre  | Épinal     | 1-6   | Angers     |     | 1 450     | 17     | 8-7-1   | Recap     |
| 17 | 28 décembre  | Rouen      | 2-1   | Épinal     |     | 2 742     | 17     | 8-8-1   | Recap     |
| 18 | 2 janvier    | Épinal     | 4-3   | Chamonix   | PRL | 1 469     | 19     | 9–8–1   | Recap     |
| 19 | 10 janvier   | Strasbourg | 4-2   | Épinal     |     | 1 650     | 19     | 9-9-1   | Recap     |
| 20 | 13 janvier   | Épinal     | 3-5   | Gap        |     | 1 400     | 19     | 9-10-1  | Recap     |
| 21 | 17 janvier   | Caen       | 4-3   | Épinal     |     | 1 100     | 19     | 9-11-1  | Recap     |
| 22 | 20 janvier   | Épinal     | 5-4   | Lyon       |     | 1 350     | 21     | 10–11-1 | Recap     |
| 23 | 23 janvier   | Épinal     | 3-1   | Dijon      |     | 1 480     | 23     | 11–11–1 | Recap     |
| 24 | 31 janvier   | Briançon   | 2-0   | Épinal     |     | 1 948     | 23     | 11-12-1 | Recap     |
| 25 | 10 février   | Épinal     | 1-2   | Brest      |     | 1 500     | 23     | 11–13–1 | Recap     |
| 26 | 13 février   | Grenoble   | 4-5   | Épinal     | PRL | 3 500     | 25     | 12-13-1 | Recap     |

Légende:
- Victoires
- Défaites
- Défaites en prolongations/tirs au but

Le premier match de championnat de l'histoire des Gamyo se déroule le 13 septembre à Poissompré et se solde par une large victoire 9-2 face aux Pingouins de Morzine-Avoriaz-Les Gets, ce qui leur permet d'être le premier leader du classement de la saison, une place occupée une seule fois jusqu'alors depuis la fondation du club. Les Gamyo réussissent l'exploit de s'imposer (4-3 après prolongations),, à Angers lors de la 2e journée de championnat, là où il ne s'était jamais imposé en saison régulière. C'est ensuite Rouen qui vient chuter à Poissompré (5-3 le 27 septembre,). Un premier coup d'arrêt intervient le 4 octobre avec la première défaite en championnat à l'occasion d'un déplacement à Chamonix . Puis ce sont des strasbourgeois affrontés quelques jours plus tôt en Coupe de la Ligue qui viennent s'incliner à Poissompré (3-2 a.p.,. À cette occasion le club présente aux supporters une nouvelle recrue, le suisse Nicolas Leonelli arrivé en prêt du Servette-Genève. Une défaite amère à Gap (5-4 après avoir remonté 4 buts d'écart et une petite victoire contre la lanterne rouge caennaise (3-1,) viennent insinuer les premiers doutes de la saison. Mais en déplacement à la patinoire Charlemagne de Lyon chez un adversaire alors invaincu à domicile les Gamyo s'imposent largement 5-0 (. Andrej Hočevar signant à cette occasion son premier blanchissage pour Épinal alors qu'il jouait son 50e match de saison régulière en France. Ce match est le dernier avant la trêve internationale de 10 jours. Lors de cette trêve 6 spinaliens rejoignent leur équipe nationale: Aziz Baazzi, Grégory Beron, et Maxime Moisand avec la France, Andrej Hočevar, Anze Kuralt et Ken Ograjensek avec la Slovénie. Ce chiffre constitue un record historique pour le club et représente le plus haut total en Ligue Magnus à ce moment-là.
Le 6 novembre, le club annonce que le tchèque Vojtech Kloz initialement engagé pour pallier les indisponibilités de Martin Charpentier et Maxime Ouimet est finalement conservé pour le reste de la saison. L'apport du massif tchèque consolide la défense et permet une probante victoire à Dijon (4-1 ,).
L'élimination en demi-finale de Coupe de la Ligue intervient au cœur d'une série de 4 défaites en championnat (contre Briançon 2-6 et Grenoble 1-4, à Brest 3-2 et Amiens 4-0) 
Cette série marquera le début d'une fin de saison régulière très compliquée pour les spinaliens avec 2 victoires (5-4 contre Lyon et 3-1 contre Dijon) et 3 victoires en prolongations (4-3 contre Amiens, 4-3 contre Chamonix et 4-5 à Grenoble) contre 8 défaites.
La saison régulière s'achève donc sur une huitième place obtenue lors de la dernière journée dans un duel à distance avec Strasbourg.

##### Classement et statistiques

###### Classement
| Clt   | Équipe                   | PJ | V  | D  | DP | BP  | BC  | Diff | Pts |
| ----- | ------------------------ | -- | -- | -- | -- | --- | --- | ---- | --- |
| +001, | Grenoble                 | 26 | 18 | 4  | 4  | 94  | 67  | +27  | 40  |
| +002, | Rouen                    | 26 | 19 | 7  | 0  | 121 | 73  | +48  | 38  |
| +003, | Gap                      | 26 | 18 | 6  | 2  | 88  | 71  | +17  | 38  |
| +004, | Angers                   | 26 | 17 | 5  | 4  | 97  | 66  | +31  | 38  |
| +005, | Briançon                 | 26 | 16 | 8  | 2  | 94  | 78  | +16  | 34  |
| +006, | Chamonix                 | 26 | 14 | 7  | 5  | 96  | 85  | +11  | 33  |
| +007, | Amiens                   | 26 | 14 | 8  | 4  | 100 | 81  | +19  | 32  |
| +008, | Épinal                   | 26 | 12 | 13 | 1  | 78  | 85  | -7   | 25  |
| +009, | Strasbourg               | 26 | 11 | 13 | 2  | 74  | 101 | -27  | 24  |
| +010, | Morzine-Avoriaz-Les Gets | 26 | 12 | 14 | 0  | 76  | 102 | -26  | 23  |
| +011, | Dijon                    | 26 | 9  | 15 | 2  | 72  | 88  | -16  | 20  |
| +012, | Brest                    | 26 | 8  | 14 | 4  | 73  | 98  | -25  | 20  |
| +013, | Lyon                     | 26 | 8  | 15 | 3  | 87  | 115 | -28  | 19  |
| +014, | Caen                     | 26 | 6  | 14 | 6  | 66  | 106 | -40  | 18  |

- Qualifié pour les quarts de finale
- Qualifié pour le tour préliminaire
- Dispute la poule de maintien

###### Statistiques
| Équipe     | PJ | Supériorité numérique | Supériorité numérique | Supériorité numérique | Supériorité numérique | Infériorité numérique | Infériorité numérique | Infériorité numérique | Infériorité numérique |
| Équipe     | PJ | BPSUP                 | NB                    | %                     | BCSUP                 | BCINF                 | NB                    | %                     | BPINF                 |
| ---------- | -- | --------------------- | --------------------- | --------------------- | --------------------- | --------------------- | --------------------- | --------------------- | --------------------- |
| Amiens     | 26 | 19                    | 87                    | 21,84                 | 3                     | 23                    | 125                   | 81,6                  | 6                     |
| Angers     | 26 | 24                    | 108                   | 22,22                 | 3                     | 27                    | 102                   | 90,24                 | 8                     |
| Brest      | 26 | 15                    | 106                   | 14,15                 | 3                     | 27                    | 102                   | 73,53                 | 4                     |
| Briançon   | 26 | 14                    | 115                   | 12,17                 | 4                     | 26                    | 116                   | 77,59                 | 3                     |
| Caen       | 26 | 13                    | 100                   | 13                    | 2                     | 30                    | 135                   | 77,78                 | 1                     |
| Chamonix   | 26 | 23                    | 134                   | 17,16                 | 7                     | 19                    | 107                   | 82,24                 | 8                     |
| Dijon      | 26 | 16                    | 94                    | 17,02                 | 5                     | 14                    | 113                   | 87,61                 | 4                     |
| Épinal     | 26 | 26                    | 149                   | 17,45                 | 3                     | 24                    | 101                   | 76,24                 | 2                     |
| Gap        | 26 | 23                    | 136                   | 16,91                 | 3                     | 22                    | 100                   | 78                    | 0                     |
| Grenoble   | 26 | 24                    | 99                    | 24,24                 | 6                     | 19                    | 110                   | 82,73                 | 5                     |
| HCMAG      | 26 | 23                    | 123                   | 18,7                  | 5                     | 21                    | 121                   | 82,64                 | 4                     |
| Lyon       | 26 | 26                    | 115                   | 22,61                 | 4                     | 18                    | 114                   | 84,21                 | 3                     |
| Rouen      | 26 | 31                    | 111                   | 27,93                 | 3                     | 21                    | 124                   | 83,06                 | 7                     |
| Strasbourg | 26 | 22                    | 123                   | 17,89                 | 5                     | 23                    | 109                   | 78,9                  | 1                     |

#### Séries éliminatoires
| N° | Date       | Domicile   | Score | Extérieur  | Pr. | Affluence | Série | Récapitulatif |
| -- | ---------- | ---------- | ----- | ---------- | --- | --------- | ----- | ------------- |
| 1  | 17 février | Épinal     | 4-2   | Strasbourg |     | 1 500     | 1-0   | Recap         |
| 2  | 18 février | Épinal     | 3-4   | Strasbourg |     | 1 500     | 1–1   | Recap         |
| 3  | 20 février | Strasbourg | 2-3   | Épinal     |     | 1 650     | 2–1   | Recap         |
| 4  | 21 février | Strasbourg | 2-1   | Épinal     | TAB | 1 230     | 2-2   | Recap         |
| 5  | 24 février | Épinal     | 6-2   | Strasbourg |     | 1 500     | 3-2   | Recap         |

| N° | Date       | Domicile | Score | Extérieur | Pr. | Affluence | Série | Récapitulatif |
| -- | ---------- | -------- | ----- | --------- | --- | --------- | ----- | ------------- |
| 1  | 27 février | Rouen    | 3-0   | Épinal    |     | 2 746     | 0-1   | Recap         |
| 2  | 28 février | Rouen    | 2-3   | Épinal    | PRL | 2 746     | 1-1   | Recap         |
| 3  | 3 mars     | Épinal   | 5-4   | Rouen     | TAB | 1 500     | 2-1   | Recap         |
| 4  | 4 mars     | Épinal   | 2-1   | Rouen     | TAB | 2 746     | 3-1   | Recap         |

| N° | Date    | Domicile | Score | Extérieur | Pr. | Affluence | Série | Récapitulatif |
| -- | ------- | -------- | ----- | --------- | --- | --------- | ----- | ------------- |
| 1  | 10 mars | Angers   | 2-0   | Épinal    |     | -         | 0-1   | Recap         |
| 2  | 11 mars | Angers   | 4-1   | Épinal    |     | -         | 0-2   | Recap         |
| 3  | 13 mars | Épinal   | 9-1   | Angers    |     | 1 500     | 1-2   | Recap         |
| 4  | 14 mars | Épinal   | 3-2   | Angers    |     | 1 500     | 2-2   | Recap         |
| 5  | 17 mars | Angers   | 5-1   | Épinal    |     | -         | 2-3   | Recap         |
| 6  | 20 mars | Épinal   | 5-1   | Angers    |     | 1 500     | 3-3   | Recap         |
| 7  | 22 mars | Angers   | 1-4   | Épinal    |     | -         | 4-3   | Recap         |

| N° | Date    | Domicile | Score | Extérieur | Pr. | Affluence | Série | Récapitulatif |
| -- | ------- | -------- | ----- | --------- | --- | --------- | ----- | ------------- |
| 1  | 24 mars | Gap      | 2-3   | Épinal    |     | 2 926     | 1-1   | Recap         |
| 2  | 25 mars | Gap      | 9-0   | Épinal    |     | 2 919     | 1-1   | Recap         |
| 3  | 27 mars | Épinal   | 8-2   | Gap       |     | 1 500     | 2-1   | Recap         |
| 4  | 28 mars | Épinal   | 3-2   | Gap       |     | 1 500     | 3-1   | Recap         |
| 5  | 31 mars | Gap      | 3-1   | Épinal    |     | 2 919     | 3-2   | Recap         |
| 6  | 3 avril | Épinal   | 2-4   | Gap       |     | 1 500     | 3-3   | Recap         |
| 7  | 5 avril | Gap      | 5-3   | Épinal    |     | -         | 3-4   | Recap         |

Légende:
- Victoires
- Défaites
- Défaites en prolongations/tirs au but

Les deux équipes se rencontrent au premier tour des séries éliminatoires dans une série trois de cinq. Poussés dans un cinquième match couperet, les spinaliens remportent finalement la série 3 manches à 2 après avoir gagné les matchs un (4-2), trois (2-6) et cinq (6-2) tout en encaissant des défaites lors des matchs deux (3-4) et quatre (2-1 aux t.a.b.).
Cette qualification voit les Gamyo affronter Rouen en quart de finale. Les Dragons, vainqueurs de 6 des 10 derniers titres de champions de France dont 4 consécutifs entre 2010 et 2013, font figure d'épouvantail dans ces séries éliminatoires. Les rouennais, après un début de saison compliqué, ont enchaîné 16 victoires sur leur 17 derniers matchs de saison régulière qui leur a permis de terminer la saison régulière à la deuxième place du classement. Un parcours agrémenté d'une finale en Coupe de la Ligue et d'une victoire en Coupe de France. Le premier match de la série se conclut par un blanchissage de Nicolas Riopel, le gardien seinomarin (3-0). Alors que le deuxième match semble également s'offrir aux rouennais, Grégory Beron égalise à 2-2 à seulement 4 secondes du terme de la rencontre. Ken Ograjensek offrant la victoire à son équipe en prolongations, les spinaliens reviennent de Normandie en ayant repris l'avantage de la glace. Dans une patinoire de Poissompré archi-comble, les rouennais maîtrise la rencontre en menant 4-1 à l'entame du dernier tiers en contraignant totalement les spinaliens (seulement 11 tirs cadrés lors des deux premiers tiers temps). Les Gamyo vont alors réussir un incroyable retournement de situation en revenant à 4-4 dans la dernière période. Après une prolongation vierge de but ce sont les tirs au but qui départagent les deux équipes. Après trois arrêts du gardien Hočevar, Grégory Beron offre la victoire à son équipe en convertissant sa tentative. Après ce retentissant exploit, les deux équipes se retrouvent le lendemain à Poissompré dans un match où les Gamyo ont l'occasion de s'offrir une qualification pour la deuxième demi-finale de l'histoire du club, deux ans après la première. Après un match où aucune des deux équipes n'arrive à s'imposer c'est une nouvelle séance de tirs au but qui les départage. Et comme la veille, Grégory Beron réussit sa tentative décisive en battant le gardien Fabrice Lhenry et qualifie les spinaliens pour le tour suivant.
La deuxième demi-finale dans l'histoire du hockey spinalien est un remake de la première avec un affrontement face aux Ducs d'Angers portés par le gardien aux 200 matchs en Ligue Nationale, Jean-Sébastien Aubin. Comme lors de la série précédente le premier match s'achève par un blanchissage adverse (2-0). Mais contrairement aux quarts de finale, la seconde manche voit les angevins s'imposer à nouveau (4-1), la petite glace de la patinoire du Haras gênant la mise en place du système de jeu de l'entraîneur Philippe Bozon. Le retour à Poissompré démontre l'importance de la taille de la glace. En effet, les spinaliens s'imposent très largement lors du match 3 (9-1) avant de s'imposer plus difficilement lors du quatrième match (3-2), remettant les compteurs à zéro entre les deux équipes. Le match 5 qui se dispute à nouveau à Angers ne fait que confirmer l'importance de s'imposer à l'extérieur sur une glace de taille différente. Les spinaliens s'inclinent lourdement 5-1 en Anjou. Obligés de s'imposer à nouveau à Poissompré pour espérer la tenue d'un match 7 décisif, les Gamyo rendent la pareille à leurs adversaires en s'imposant à leur tour 5-1 sur leur glace. Un match couperet se déroule donc en Maine-et-Loire le 22 mars pour désigner l'adversaires des Rapaces de Gap lors de la finale du championnat. Avec le soutien d'une centaine de supporters sur place et alors qu'environ 600 personnes assistent à la retransmission du match sur écran géant à la patinoire de Poissompré, les spinaliens réalisent un nouvel exploit et s'imposent 4-1 pour s'offrir une finale historique, la première dans l'histoire du sport vosgien.
À peine deux jours après la qualification obtenue à Angers, la finale débute le 24 mars à Gap. Malgré très peu de repos depuis leur dernier match à cause d'un trajet de 12 heures pour rejoindre les Hautes-Alpes, les spinaliens s'imposent à nouveau, sur le score de 2-3, et s'offrent le premier point de cette finale. Cependant, le lendemain tous les efforts consentis jusque là font craquer l'équipe qui s'incline très lourdement 9-0. Le retour à Poissompré et quelques jours de repos se révèlent plus que bénéfiques puisque l'équipe impose à son tour une très large défaite à son adversaire en s'imposant 8-2. Lors du match 4, les joueurs de Philippe Bozon arrivent à tirer profit de l'avantage de jouer à domicile et s'imposent 3-2 dans un match de haute volée. Cette victoire permet aux Gamyo de mener la série 3-1 et de se rapprocher à une seule victoire du titre. La première balle de match se joue le 31 mars à l'Alp'Arena de Gap. Malgré l'ouverture du score, les gapençais arrivent à arracher la victoire 3-1 après avoir égalisé à moins d'une seconde de la fin du deuxième tiers-temps pour rester en vie dans cette finale. De retour à Poissompré pour tenter d'obtenir le titre devant son public, les Gamyo s'inclinent à nouveau, sur le score de 2-4 ce qui oblige les deux équipes à retourner dans les Hautes-Alpes le dimanche 5 avril pour la tenue d'un match 7 décisif. Devant 3000 spectateurs dont 200 spinaliens, les spinaliens s'inclinent encore (5-3), laissant échapper un titre qui leur tendait les bras une semaine auparavant. À la suite de ces séries éliminatoires historiques pour le club, les joueurs retrouvent près de 400 partisans le lendemain pour une fête Place des Vosges à Épinal.
Au passage, les trois matchs de la finale diffusés sur la chaîne nationale gratuite L'Équipe 21 ont attiré un nombre de téléspectateurs moyens trois fois plus élevés que les matchs de la finale 2014 diffusés sur la même antenne, le match 6 atteignant un chiffre de 164 000 téléspectateurs ce qui constitue un record pour un match de hockey français à la télévision.

##### Tableau
|  | Tour préliminaire au meilleur des 5 matches | Tour préliminaire au meilleur des 5 matches | Tour préliminaire au meilleur des 5 matches |                            |   | Quarts de finale au meilleur des 5 matches | Quarts de finale au meilleur des 5 matches | Quarts de finale au meilleur des 5 matches |  |   | Demi-finales au meilleur des 7 matches | Demi-finales au meilleur des 7 matches | Demi-finales au meilleur des 7 matches |  |   | Finale au meilleur des 7 matches | Finale au meilleur des 7 matches | Finale au meilleur des 7 matches |
|  |                                             |                                             |                                             |                            |   |                                            |                                            |                                            |  |   |                                        |                                        |                                        |  |   |                                  |                                  |                                  |
|  |                                             |                                             |                                             |                            |   |                                            |                                            |                                            |  |   |                                        |                                        |                                        |  |   |                                  |                                  |                                  |
|  |                                             | 3                                           | Rapaces de Gap                              | 3                          |   |                                            |                                            |                                            |  |   |                                        |                                        |                                        |  |   |                                  |                                  |                                  |
|  |                                             |                                             |                                             | 3                          |   |                                            |                                            |                                            |  |   |                                        |                                        |                                        |  |   |                                  |                                  |                                  |
|  |                                             |                                             | 7                                           | Gothiques d'Amiens         | 2 |                                            |                                            |                                            |  |   |                                        |                                        |                                        |  |   |                                  |                                  |                                  |
|  | 7                                           | Gothiques d'Amiens                          | 7                                           | Gothiques d'Amiens         | 2 | 3                                          |                                            |                                            |  |   |                                        |                                        |                                        |  |   |                                  |                                  |                                  |
|  | 7                                           | Gothiques d'Amiens                          |                                             |                            |   | 3                                          |                                            |                                            |  |   |                                        |                                        |                                        |  |   |                                  |                                  |                                  |
|  | 10                                          | Pingouins de Morzine-Avoriaz-Les Gets       | 0                                           |                            |   |                                            |                                            |                                            |  |   |                                        |                                        |                                        |  |   |                                  |                                  |                                  |
|  | 10                                          | Pingouins de Morzine-Avoriaz-Les Gets       | 0                                           |                            |   |                                            |                                            |                                            |  | 3 | Rapaces de Gap                         | 4                                      |                                        |  |   |                                  |                                  |                                  |
|  |                                             |                                             |                                             |                            |   |                                            |                                            |                                            |  | 3 | Rapaces de Gap                         | 4                                      |                                        |  |   |                                  |                                  |                                  |
|  |                                             | 11                                          | Ducs de Dijon                               | 1                          |   |                                            |                                            |                                            |  |   |                                        |                                        |                                        |  |   |                                  |                                  |                                  |
|  |                                             | 11                                          | Ducs de Dijon                               | 1                          |   |                                            |                                            |                                            |  |   |                                        |                                        |                                        |  |   |                                  |                                  |                                  |
|  |                                             |                                             |                                             |                            |   |                                            |                                            |                                            |  |   |                                        |                                        |                                        |  |   |                                  |                                  |                                  |
|  |                                             |                                             |                                             |                            |   |                                            |                                            |                                            |  |   |                                        |                                        |                                        |  |   |                                  |                                  |                                  |
|  |                                             | 1                                           | Brûleurs de loups de Grenoble               | 2                          |   |                                            |                                            |                                            |  |   |                                        |                                        |                                        |  |   |                                  |                                  |                                  |
|  |                                             |                                             |                                             | 2                          |   |                                            |                                            |                                            |  |   |                                        |                                        |                                        |  |   |                                  |                                  |                                  |
|  |                                             |                                             | 11                                          | Ducs de Dijon              | 3 |                                            |                                            |                                            |  |   |                                        |                                        |                                        |  |   |                                  |                                  |                                  |
|  | 6                                           | Chamois de Chamonix                         | 11                                          | Ducs de Dijon              | 3 | 0                                          |                                            |                                            |  |   |                                        |                                        |                                        |  |   |                                  |                                  |                                  |
|  | 6                                           | Chamois de Chamonix                         |                                             |                            |   | 0                                          |                                            |                                            |  |   |                                        |                                        |                                        |  |   |                                  |                                  |                                  |
|  | 11                                          | Ducs de Dijon                               | 3                                           |                            |   |                                            |                                            |                                            |  |   |                                        |                                        |                                        |  |   |                                  |                                  |                                  |
|  | 11                                          | Ducs de Dijon                               | 3                                           |                            |   |                                            |                                            |                                            |  |   |                                        |                                        |                                        |  | 3 | Rapaces de Gap                   | 4                                |                                  |
|  |                                             |                                             |                                             |                            |   |                                            |                                            |                                            |  |   |                                        |                                        |                                        |  | 3 | Rapaces de Gap                   | 4                                |                                  |
|  |                                             | 8                                           | Gamyo Épinal                                | 3                          |   |                                            |                                            |                                            |  |   |                                        |                                        |                                        |  |   |                                  |                                  |                                  |
|  |                                             | 8                                           | Gamyo Épinal                                | 3                          |   |                                            |                                            |                                            |  |   |                                        |                                        |                                        |  |   |                                  |                                  |                                  |
|  |                                             |                                             |                                             |                            |   |                                            |                                            |                                            |  |   |                                        |                                        |                                        |  |   |                                  |                                  |                                  |
|  |                                             |                                             |                                             |                            |   |                                            |                                            |                                            |  |   |                                        |                                        |                                        |  |   |                                  |                                  |                                  |
|  |                                             | 4                                           | Ducs d'Angers                               | 3                          |   |                                            |                                            |                                            |  |   |                                        |                                        |                                        |  |   |                                  |                                  |                                  |
|  |                                             |                                             |                                             | 3                          |   |                                            |                                            |                                            |  |   |                                        |                                        |                                        |  |   |                                  |                                  |                                  |
|  |                                             |                                             | 5                                           | Diables Rouges de Briançon | 0 |                                            |                                            |                                            |  |   |                                        |                                        |                                        |  |   |                                  |                                  |                                  |
|  | 5                                           | Diables Rouges de Briançon                  | 5                                           | Diables Rouges de Briançon | 0 | 3                                          |                                            |                                            |  |   |                                        |                                        |                                        |  |   |                                  |                                  |                                  |
|  | 5                                           | Diables Rouges de Briançon                  |                                             |                            |   | 3                                          |                                            |                                            |  |   |                                        |                                        |                                        |  |   |                                  |                                  |                                  |
|  | 12                                          | Albatros de Brest                           | 2                                           |                            |   |                                            |                                            |                                            |  |   |                                        |                                        |                                        |  |   |                                  |                                  |                                  |
|  | 12                                          | Albatros de Brest                           | 2                                           |                            |   |                                            |                                            |                                            |  | 4 | Ducs d'Angers                          | 3                                      |                                        |  |   |                                  |                                  |                                  |
|  |                                             |                                             |                                             |                            |   |                                            |                                            |                                            |  | 4 | Ducs d'Angers                          | 3                                      |                                        |  |   |                                  |                                  |                                  |
|  |                                             | 8                                           | Gamyo Épinal                                | 4                          |   |                                            |                                            |                                            |  |   |                                        |                                        |                                        |  |   |                                  |                                  |                                  |
|  |                                             | 8                                           | Gamyo Épinal                                | 4                          |   |                                            |                                            |                                            |  |   |                                        |                                        |                                        |  |   |                                  |                                  |                                  |
|  |                                             |                                             |                                             |                            |   |                                            |                                            |                                            |  |   |                                        |                                        |                                        |  |   |                                  |                                  |                                  |
|  |                                             |                                             |                                             |                            |   |                                            |                                            |                                            |  |   |                                        |                                        |                                        |  |   |                                  |                                  |                                  |
|  |                                             | 2                                           | Dragons de Rouen                            | 1                          |   |                                            |                                            |                                            |  |   |                                        |                                        |                                        |  |   |                                  |                                  |                                  |
|  |                                             |                                             |                                             | 1                          |   |                                            |                                            |                                            |  |   |                                        |                                        |                                        |  |   |                                  |                                  |                                  |
|  |                                             |                                             | 8                                           | Gamyo Épinal               | 3 |                                            |                                            |                                            |  |   |                                        |                                        |                                        |  |   |                                  |                                  |                                  |
|  | 8                                           | Gamyo Épinal                                | 8                                           | Gamyo Épinal               | 3 | 3                                          |                                            |                                            |  |   |                                        |                                        |                                        |  |   |                                  |                                  |                                  |
|  | 8                                           | Gamyo Épinal                                |                                             |                            |   | 3                                          |                                            |                                            |  |   |                                        |                                        |                                        |  |   |                                  |                                  |                                  |
|  | 9                                           | Étoile noire de Strasbourg                  | 2                                           |                            |   |                                            |                                            |                                            |  |   |                                        |                                        |                                        |  |   |                                  |                                  |                                  |

### Coupes

#### Coupe de la Ligue
Les matchs officiels débutent le 9 septembre par la réception de Strasbourg dans le cadre de la Coupe de la Ligue, match qui se solde par une victoire nette 6-1,. La première défaite en match officiel de l'ère Gamyo intervient quelques jours plus tard, à Rouen dans la même compétition (6-4),. Profitant d'un début de saison idéal les spinaliens s'impose ensuite contre Amiens en Coupe de la Ligue (5-4 a.p. à domicile le 23 septembre,) puis 4-2 à l'extérieur le 30 septembre,). Des succès acquis dans la douleur puisque sur ces deux confrontations les défenseurs Martin Charpentier et Maxime Ouimet se blessent pour une longue période. Ces blessures conduisent à l'arrivée d'un renfort médical, le tchèque Vojtech Kloz. Cela n'empêche pas les Gamyo d'entériner leur qualification pour les quarts de finale de la Coupe de la Ligue à la faveur d'un succès 6-4 à Strasbourg. La "finale" du groupe B de Coupe de la Ligue a lieu le 14 octobre à Poissompré entre Épinal et Rouen. Ce match entre deux équipes déjà qualifiées pour la suite de la compétition doit déterminer le classement final voit les Dragons s'imposer 2-4. À la suite de ce match les Gamyo se classent 2e du groupe B ce qui les conduit à affronter le premier du groupe A en quart de finale, les Ducs d'Angers..
 
Une période plus compliquée dans les résultats suivants laisse présager un quart de finale aller de Coupe de la Ligue compliqué face aux angevins. 
Cependant les spinaliens vont largement dominer des Ducs privés de leur gardien aux 200 matchs en LNH, Jean-Sébastien Aubin (9-2), un match qui va relancer la dynamique positive du début de saison. Cette dynamique permettra à l'équipe de s'imposer également au match retour à Angers (2-4). Cette qualification en demi-finale est historique pour le club qui n'avait jusqu'alors jamais atteint le dernier carré de cette compétition.

Au tour suivant les Gamyo se voient affronter Grenoble alors leader du championnat et restant sur une série de 17 succès consécutifs. Le match aller confirme cet état de fait avec une défaite à Poissompré (1-3). C'est donc avec un retard de 2 buts que les spinaliens se rendent à la patinoire de Pole Sud. Bien que victorieux de ce match retour, le score (4-5) ne suffit pas à effacer le retard de deux buts accumulé au match aller. 

Le parcours historique des hommes de Philippe Bozon s'arrête donc en demi-finale face à Grenoble, futur vainqueur de l'épreuve à la faveur d'un succès 3-2 lors de la finale à Méribel.

#### Coupe de France
Le tirage au sort de la Coupe de France voit le club de Neuilly-sur-Marne proposé comme adversaire aux Gamyos pour leur entrée en lice, en 1/16ème de finale. Pensionnaires de D1, les « Bisons » s'inclinent lourdement 9-3 à Poissompré.

Dans une période très difficile où les résultats négatifs s'enchaînent, une difficile victoire en huitièmes de finale de Coupe de France à Caen (3-2) vient casser la mauvaise série et donner le droit aux spinaliens d'accéder au tour suivant de la compétition.
 
En quart de finale le tirage au sort désigne Rouen comme adversaire, une nouvelle fois à l'extérieur. Malgré une belle résistance, les Gamyo s'inclinent 7-4 et sortent de la compétition.

Tout comme en Coupe de la Ligue, l'avenir montrera que les spinaliens se seront fait éliminer par le futur vainqueur de l'épreuve. En effet, Rouen ira s'imposer 5-3 face à son grand rival Amiens dans une finale disputée à Marseille.

## Récompenses et distinctions
À l'issue de ces séries éliminatoires, le défenseur Maxime Moisand et l'attaquant Grégory Beron sont nommés dans la première équipe-type des séries tandis que le gardien Andrej Hočevar, le défenseur Vojtech Kloz et l'attaquant Jan Plch sont nommés dans la seconde équipe-type.

## Joueurs en sélection nationales
Au cours de la saison 2014-2015, 9 joueurs des Gamyo Épinal ont été appelés en sélection nationale : les français Aziz Baazzi, Maxime Moisand, Grégory Beron, Peter Valier et Vincent Kara ainsi que les slovènes Andrej Hočevar, Gasper Susanj, Ken Ograjensek et Anze Kuralt.

### Équipe de France
| Nom       | Équipe de France | Équipe de France | Équipe de France | Équipe de France | Équipe de France | Équipe de France |
| Nom       | PJ               | B                | A                | Pts              | +/-              | Pun              |
| --------- | ---------------- | ---------------- | ---------------- | ---------------- | ---------------- | ---------------- |
| P.Valier  | 3                | 1                | 0                | 0                | 0                | 0                |
| M.Moisand | 6                | 0                | 0                | 0                | -1               | 25               |
| G.Beron   | 3                | 0                | 0                | 0                | -1               | 2                |
| A.Baazzi  | 11               | 1                | 1                | 2                | -3               | 4                |
| V.Kara    | 1                | 0                | 0                | 0                | 0                | 2                |

### Équipe de Slovénie
| Nom          | Équipe de Slovénie | Équipe de Slovénie | Équipe de Slovénie | Équipe de Slovénie | Équipe de Slovénie | Équipe de Slovénie |
| Nom          | PJ                 | B                  | A                  | Pts                | +/-                | Pun                |
| ------------ | ------------------ | ------------------ | ------------------ | ------------------ | ------------------ | ------------------ |
| K.Ograjensek | 8                  | 3                  | 2                  | 5                  | +3                 | 6                  |
| A.Kuralt     | 4                  | 2                  | 0                  | 2                  | +2                 | 0                  |
| G.Susanj     | 2                  | 0                  | 0                  | 0                  | 0                  | 2                  |

| Nom       |    |   |    |    |      |       |
| Nom       | PJ | V | Bl | BC | Moy  | % Arr |
| --------- | -- | - | -- | -- | ---- | ----- |
| A.Hočevar | 3  | 3 | 1  | 2  | 0.67 | 96.7  |